# Spedali Civili di Brescia
Gli Spedali Civili di Brescia (ufficialmente Azienda Socio Sanitaria Territoriale degli Spedali Civili di Brescia), sono un ospedale e un'Azienda Sanitaria Locale che dispone di personalità giuridica pubblica e di autonomia imprenditoriale. È stato dichiarato secondo miglior ospedale italiano nella classifica stilata dall'Agenas nel 2013.

## Storia

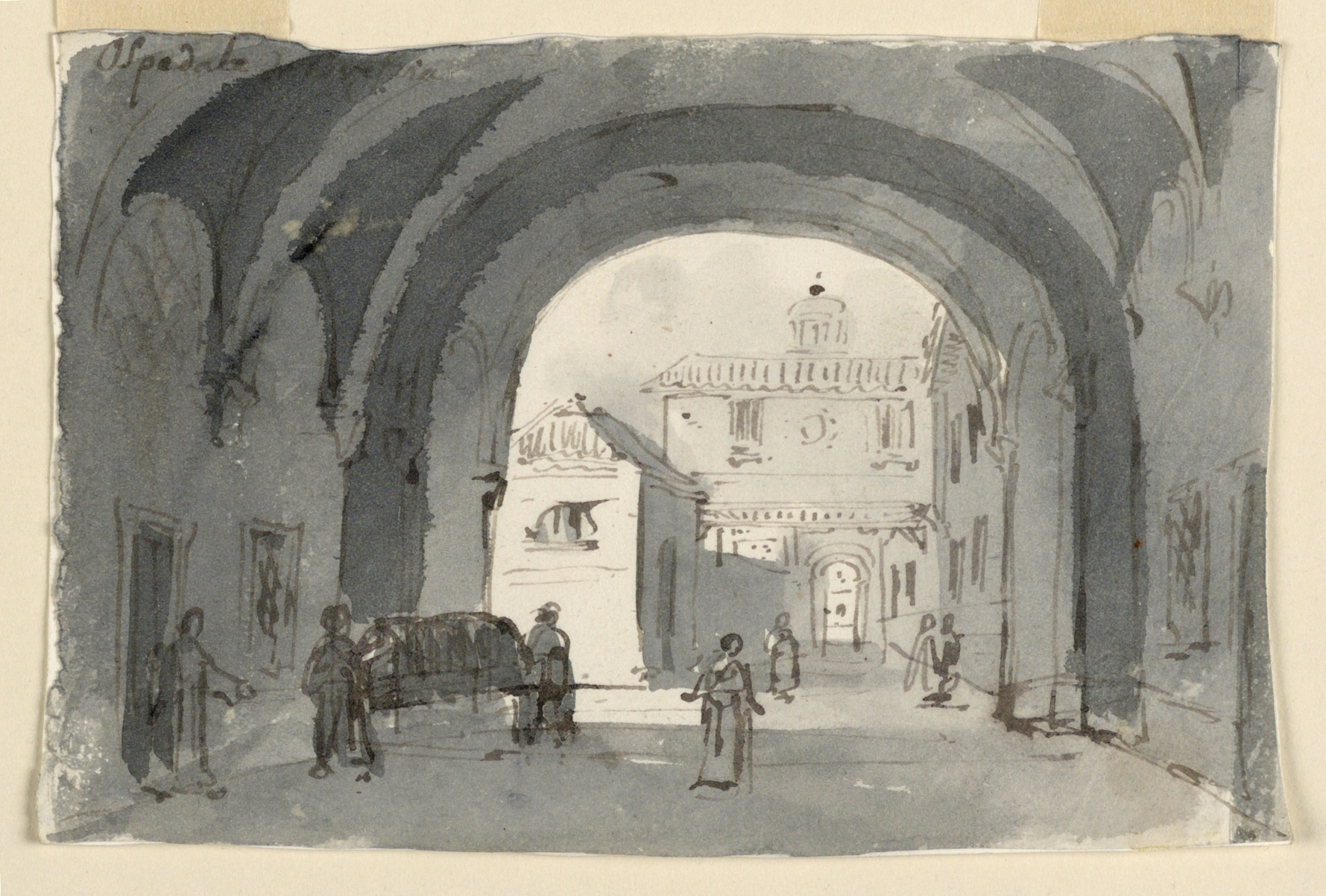
Disegno dell'ospedale di Brescia risalente agli inizi del XIX secolo.

La storia dell'odierna Azienda Ospedaliera ha origini risalenti al XV secolo ed è legata a quella della città. Gli Spedali Civili furono fondati nel 1427 con il nome Hospitale unum magnum et universale, conosciuto anche come Ospedale di San Luca, ma il nome odierno è entrato nell'utilizzo comune dalla fine dell'Ottocento. L'antico ospedale fu costituito dall'insieme delle istituzioni che si preoccupavano di soccorrere infermi ed indigenti.
All'inizio del Novecento, l'insufficienza dei locali adibiti ad uso ospedaliero, unito al grande fabbisogno dei cittadini, portò alla costruzione di un nuovo ospedale. I lavori partirono nel 1938 e vennero conclusi più di dieci anni dopo, anche a causa della seconda guerra mondiale. La nuova struttura venne inaugurata il 10 dicembre 1950.
Per ulteriori richieste, nel 1966 vennero avviati i lavori per la costruzione del Policlinico Satellite. Terminati i lavori nel 1972, si avviò la ristrutturazione di parte dell'ospedale.
Nel 1997 al nome Spedali Civili, a seguito della D.C.R. 18/11/97 n. VI/742, venne aggiunta la sigla Azienda Ospedaliera e l'anno successivo vennero annessi all'ospedale i Presidi ospedalieri di Gardone Val Trompia e di Montichiari, e l'Ospedale dei Bambini.
Nell'ottobre 2013 gli Spedali Civili arrivano al secondo posto nella classifica dei migliori ospedali d'Italia stilata dell'agenzia nazionale per i servizi sanitari regionali, dietro al San Raffaele di Milano.
Dal 1º gennaio 2016 a seguito dell'entrata in vigore della legge Regionale 11 agosto 2015 - n. 23 viene convertita in ASST (Azienda Socio Sanitaria Territoriale) degli Spedali Civili di Brescia.

## Organi Istituzionali dell'ASST degli Spedali Civili di Brescia
Gli Organi Istituzionali dell'Azienda Socio Sanitaria Territoriale sono:
- il Direttore Generale, Luigi Cajazzo, cui fanno capo tutti i poteri di gestione;
- il Direttore Sanitario Aziendale Frida Fagandini;
- il Direttore Amministrativo Aziendale Fabio Agrò;
- il Direttore Socio Sanitario Enrico Burato.

Inoltre, nell'Azienda sono presenti organi di consultazione e organi di supporto per i dirigenti, e altri organismi di tutela dell'utente.

## Strutture dell'ASST degli Spedali Civili di Brescia
L'Azienda Socio Sanitaria Territoriale si articola nelle seguenti strutture:
| Struttura                                         | Località | Dipartimenti/UOC |
| ------------------------------------------------- | --- | --- |
| Presidio ospedaliero Spedali Civili Brescia       | Piazzale Spedali Civili, 1 - Brescia | - Anestesia, Rianimazione, Emergenza e Urgenza - Cardio-Toracico; - Chirurgia; - Diagnostica di Laboratorio; - Diagnostica per immagini; - Medicina; - Medicina della Cronicità; - Oncologico; - Osteoarticolare; - Ostetrico-Ginecologico e Neonatologico; - Pediatrico; - Scienze Neurologiche e della Visione |
| Ospedale dei bambini                              | Piazzale Spedali Civili, 1 - Brescia | - Anestesia e Rianimazione pediatrica; - Chirurgia pediatrica; - Neuropsichiatria dell'Infanzia e dell'Adolescenza; - Oncoematologia pediatrica; - Pediatria; - Pronto Soccorso pediatrico. |
| Ospedale di Montichiari                           | | - Chirurgia generale; - Medicina Generale; - Ortopedia e Traumatologia; - Geriatria. |
| Ospedale di Gardone Val Trompia                   | | - Anestesia; - Cardiologia; - Chirurgia Generale; - Medicina Generale; - Ortopedia e Traumatologia. |
| Attività Ambulatoriale                            | - Piazzale Spedali Civili; - Via Biseo; - Via Corsica; - Via Marconi; - Ronchettino; - Gardone Val Trompia; - Villa Carcina; - Lumezzane; - Nave; - Tavernole sul Mella; - Montichiari. | - Allergologia; - Cardiochirurgia; - Cardiologia; - Chirurgia Generale; - Chirurgia Maxillo-facciale; - Chirurgia Plastica; - Chirurgia toracica; - Dermatologia; - Gastroenterologia; - Immunologia; - Malattie endocrine e ricambio nutrizionale; - Medicina Generale; - Nefrologia; - Neurochirurgia; - Neurologia; - Oculistica; - Ortopedia e Traumatologia; - Ostetricia e Ginecologia; - Otorinolaringoiatria; - Urologia. |
| Dipartimento di Salute Mentale e delle Dipendenze | | - SC Servizio Dipendenze (SerD); - Servizio Tossicodipendenze (SERT) - Centro Cocaina e Nuove Dipendenze - Nucleo Operativo Alcologia (NOA) Brescia - Nucleo Operativo Alcologia (NOA) Valletrompia - Ambulatorio Gioca d'Azzardo Patologico (GAP) e altre dipendenze patologiche - Centro Trattamento Tabagisti (CTT) |
| Rete territoriale                                 | | |

## Collegamenti
L'ospedale è raggiungibile tramite la fermata Ospedale della metropolitana di Brescia.